# 小山秀朝
小山 秀朝（おやま ひでとも、生年不詳 - 建武2年7月13日（1335年8月2日））は、鎌倉時代末期から南北朝時代にかけての武将。小山貞朝の子。官位は大夫判官。小山氏第8代当主。初名は小山高朝（たかとも）。

## 生涯
下野国小山城を領していた大名で、初めは北条氏に従っており、北条氏得宗家当主・鎌倉幕府第14代執権・北条高時より偏諱を受けて高朝と名乗っていた。
元徳3年/元弘元年（1331年）の元弘の乱の際には、幕府軍の一員として後醍醐天皇の笠置城攻めや楠木正成の下赤坂城攻めに参加し、功を挙げた。しかし正慶2/元弘3年（1333年）、新田義貞が鎌倉攻略の兵を興すと寝返ってこれに応じ、幕府を滅ぼすのに一躍買った（東勝寺合戦）。その功績により、後醍醐天皇の建武政権下では下野守に任じられた。尚、具体的な年は不明だが、北条氏からの｢高｣の字を棄てて秀朝に改名したのもこの頃とみられる。
だが、建武2年（1335年）に高時の遺子・北条時行が中先代の乱を起こして鎌倉に攻め入ろうとすると、武蔵国府中でこれを迎撃しようとしたが、北条軍の猛攻の前に大敗を喫して、同年7月13日に戦死した。
この戦いで小山氏は惣領秀朝と多くの家臣を失う重大な痛手を被った。家督を継いだ嫡男小山朝郷（ともさと、初め常犬丸・朝氏）はまだ幼く、後の動乱期における小山氏の動向に甚大な影響を及ぼすこととなった。
大正4年（1915年）、正五位を追贈された。